# Euphorbia anthula
Euphorbia anthula là một loài thực vật có hoa trong họ Đại kích. Loài này được Lavrent. & Papan. mô tả khoa học đầu tiên năm 1978.